# Маткобожик Олександр Іванович
Олекса́ндр Іва́нович Маткобо́жик (нар. 3 січня 1998, Ковель, Волинська область, Україна) — український футболіст, центральний захисник ФСК «Маріуполь».

## Життєпис

### Ранні роки
Вихованець ДЮСШ смт Люблинець та аматорського клубу БРВ-ВІК із міста Володимира-Волинського, перший тренер Юрій Мазур. Із 2011 по 2015 рік провів у чемпіонаті ДЮФЛУ 80 матчів, забивши 6 голів.

### Клубна кар'єра
На початку 2016 року став гравцем кропивницької «Зірки». 29 липня того ж року дебютував у молодіжній (U-21) команді кропивничан у домашньому поєдинку з луганською «Зорею». За юнацьку (U-19) команду дебютував 12 вересня того ж року в домашній грі проти «Олександрії». 16 жовтня 2016 року дебютував у Прем'єр-лізі в домашньому матчі проти полтавської «Ворскли», замінивши на 91-й хвилині Андрія Бацулу. За результатами сезону 2017/18 команда з Кропивницького вилетіла з УПЛ. Маткобожик перебував у складі «Зірки» до кінця 2018 року, коли клуб через фінансові проблеми оголосив про свій саморозпуск.
На початку 2019 року став гравцем луцької «Волині», яка грала в першій лізі. Проте за півроку перебування у цій команді Маткобожик не провів жодного матчу.
У серпні 2019 року став гравцем новачка першої ліги ФК «Минай». У сезоні 2019/20 був основним гравцем команди, зігравши у 23 іграх чемпіонату, та допоміг минайцям посісти перше місце та вийти до Прем'єр-ліги. Втім, наступного сезону рідко виходив на поле та покинув клуб під час зимової перерви в чемпіонаті.
В липні 2021 року перейшов у друголігові «Карпати» (Львів).

### Збірна
2014 року зіграв 3 матчі у складі юнацької збірної України U-16. У жовтні 2017 року був викликаний Олександром Головком в молодіжну збірну України, але так за неї і не дебютував.

## Статистика виступів
Станом на 29 грудня 2023 року
| Сезон   | Клуб       | Ліга         | Чемпіонат | Чемпіонат | Кубок | Кубок | Інше | Інше |
| Сезон   | Клуб       | Ліга         | Ігри      | Голи      | Ігри  | Голи  | Ігри | Голи |
| ------- | ---------- | ------------ | --------- | --------- | ----- | ----- | ---- | ---- |
| 2016/17 | «Зірка»    | Прем'єр-ліга | 3         | 0         |       |       |      |      |
| 2017/18 | «Зірка»    | Прем'єр-ліга | 11        | 0         | 1     | 0     | 2    | 0    |
| 2018/19 | «Зірка»    | Перша ліга   | 13        | 0         | 1     | 0     |      |      |
| 2019/20 | «Минай»    | Перша ліга   | 23        | 0         | 2     | 0     |      |      |
| 2020/21 | «Минай»    | Прем'єр-ліга | 7         | 0         | 1     | 0     |      |      |
| 2021/22 | «Карпати»  | Друга ліга   | 14        | 0         | 1     | 0     |      |      |
| 2022/23 | «Верес»    | Прем'єр-ліга | 3         | 1         |       |       | 2    | 0    |
| 2023/24 | «Металіст» | Перша ліга   | 12        | 0         |       |       |      |      |